# الكون والفساد (كتاب)

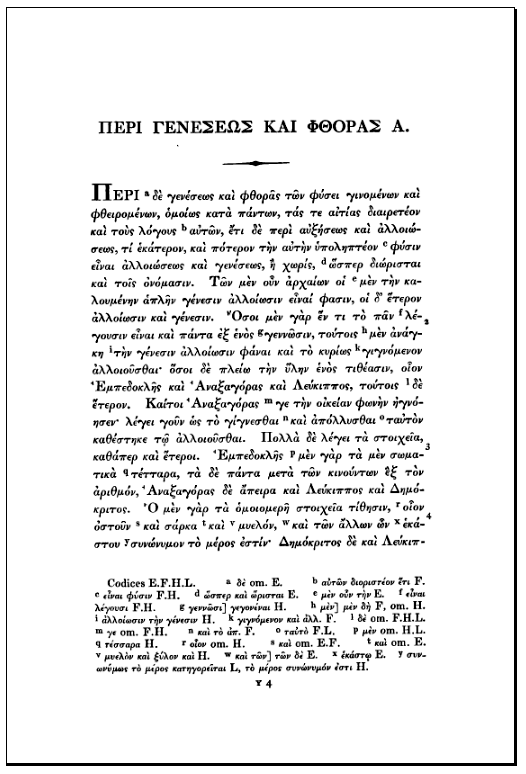

الكون والفساد كتاب لأرسطو ترجمه ابن رشد بالعربية. وهو الجزء الثالث من أجزاء العلم الطبيعي لأرسطو.